# Dubbelbugg
Dubbelbugg är en dans inom Svenska Danssportförbundet. Dansas av tre personer, företrädesvis av en herre och två damer. Variationer förekommer dock. Är främst en tävlingsdans men förekommer också vid sociala tillfällen.
Dansen uppkom genom att det på 70-talet var brist på herrar som ville dansa. Man kom då på att en kille ju kunde dansa med två tjejer samtidigt. Micael Brobeck började redan då med kurser och uppvisningar i dubbelbugg. 
Idag är dubbelbugg en formationsdans, som utövas av tre personer. Bildandet av olika mönster och formationer, t.ex. linjer, cirklar, trianglar är förutom platsbyten ett av huvuddragen i Dubbelbugg. Karaktären är fri. Karaktären hämtas från någon av de övriga Bugg- och Rock'n'Roll danserna. Stilbildande för Dubbelbugg är att skapa formationer, linjer och slingor.
Grundsteget i dubbelbugg skall resultera i en Jitterbugliknande stil. Med Jitterbug-dans/stil avses dansstil som omfattar det gemensamma i övriga BRR-grenar. Framförallt att dansen består av att man håller i varandra och byter plats med en viss schvung.
Ett varierat grundsteg är att föredra.
Akrobatik är tillåten i vissa tävlingsklasser men särbedöms ej, utan räknas som en del av dansen.
Inom tävlingsverksamheten fick dubbelbugg SM-status 1988 tillsammans med dansen Bugg (dans).
Samtliga BRR danser kan användas i dubbelbugg, dessa är Bugg, Boogie Woogie, Rock 'N' Roll eller Lindy Hop (Jitterbug).